# Naturschutzgebiet Abbabach (Iserlohn)
Das Naturschutzgebiet Abbabach ist ein 62,2 ha großes Naturschutzgebiet (NSG) an der östlichen Stadtgrenze von Iserlohn im Märkischen Kreis in Nordrhein-Westfalen. Das Gebiet wurde 1995 als NSG ausgewiesen. Das NSG grenzt direkt an die westliche Stadtgrenze und an das gleichnamige Naturschutzgebiet in der Stadt Menden (Sauerland). Das NSG besteht aus drei Teilflächen. Ein Teil des NSG gehört zum gleichnamigen Fauna-Flora-Habitat-Gebiet (DE-4512-302) mit 24 ha Größe.

## Gebietsbeschreibung
Bei dem NSG handelt es sich um den Abbabach und seine Nebenbäche mit bewaldeten und als Grünland genutzten Flussauen. Der Abbabach ist überwiegend stark mäandrierend. Der Bach hat naturnahe Fließgewässerabschnitte mit gut entwickelter, submerser Vegetation, Kiesbänken, Kolken, Uferabbrüchen und Steilwänden und kleineren Auwaldbereichen. In der Aue finden sich bachbegleitende Erlen-, Eschen- und Weichholz-Auenwälder sowie sonstige Ufergehölze. Im Grünland finden sich Hochstaudenfluren, Grünlandbrachen, Nass- und Feuchtgrünland, sowie stehende Gewässer.
Im NSG kommen Eisvogel und Kammmolch vor.